# Cristina Grosu
Maria Cristina Grosu (Mazilu după căsătorie; n. 11 noiembrie 1976, Craiova, România) este o fostă atletă română.

## Biografie
A fost multiplă campioană națională și balcanică în probele de 1500 m, 3000 m și cros. Prima ei performanță notabilă a fost locul zece la Campionatul European de Juniori din 1995 la 1500 m. La Campionatul European de Tineret din 1997 s-a clasat pe locul nouă.
De trei ori a participat la Campionatele Europene de Cros, în anii 1999-2001. În 2001 a cucerit medalia de bronz cu echipa României la Campionatul Mondial de Cros de la Ostende, alături de Iulia Olteanu, Mihaela Botezan și Elena Fidatov. În același an a obținut medalia de argint la Universiada de la Beijing în proba de 1500 de metri în urma turcoaicei Sureyya Ayhan.
La Campionatul European în sală din 2002 ea a ocupat locul șase în proba de 3000 de metri. Anul următor s-a clasat pe locul opt la Campionatul Mondial în sală de la Birmingham. A participat și la Campionatul European în sală din 2005 dar nu a reușit să se califice în finală.
Maestră  a Sportului (1998) și Maestră Emerită a Sportului. În 2004 sportiva a primit Medalia „Meritul Sportiv” clasa I.

## Realizări
| An   | Competiție                               | Locație                    | Loc | Eveniment | Note     |
| ---- | ---------------------------------------- | -------------------------- | --- | --------- | -------- |
| 1995 | Campionatul European de Juniori (sub 20) | Nyíregyháza, Ungaria       | 10  | 1500 m    | 4:28,09  |
| 1997 | Campionatul European de Tineret (sub 23) | Turku, Finlanda            | 9   | 1500 m    | 4:19,48  |
| 1999 | Campionatul European de Cros             | Velenje, Slovenia          | –   | 5 km      | NT       |
| 2000 | Campionatul Mondial de Cros              | Vilamoura, Portugalia      | 62  | 4,18 km   | 13:54    |
| 2000 | Campionatul Mondial de Cros              | Vilamoura, Portugalia      | 6   | echipe    | 13:54    |
| 2000 | Campionatul Mondial de Cros              | Vilamoura, Portugalia      | 57  | 8,08 km   | 28:38    |
| 2000 | Campionatul Mondial de Cros              | Vilamoura, Portugalia      | 11  | echipe    | 28:38    |
| 2000 | Campionatul European de Cros             | Malmö, Suedia              | 60  | 4,95 km   | 18:10    |
| 2000 | Campionatul European de Cros             | Malmö, Suedia              | 5   | echipe    | 18:10    |
| 2001 | Campionatul Mondial de Cros              | Ostende, Belgia            | 23  | 4,1 km    | 15:42    |
| 2001 | Campionatul Mondial de Cros              | Ostende, Belgia            | 3   | echipe    | 15:42    |
| 2001 | Universiada                              | Beijing, China             | 2   | 1500 m    | 4:08,84  |
| 2001 | Universiada                              | Beijing, China             | 6   | 5000 m    | 16:09,19 |
| 2001 | Campionatul European de Cros             | Thun, Elveția              | –   | 4,65 km   | NT       |
| 2002 | Campionatul European în sală             | Viena, Austria             | 6   | 3000 m    | 9:02,99  |
| 2003 | Campionatul Mondial în sală              | Birmingham, Marea Britanie | 8   | 3000 m    | 8:58,65  |
| 2005 | Campionatul European în sală             | Madrid, Spania             | 15  | 3000 m    | 9:22,84  |

## Recorduri personale
| Probă          | Performanță | Dată              | Locație    |
| -------------- | ----------- | ----------------- | ---------- |
| 1500 m         | 4:08,07     | 12 iunie 2004     | București  |
| 5000 m         | 15:33,96    | 13 iunie 1998     | Belgrad    |
| 1500 m în sală | 4:12,20     | 23 februarie 2003 | București  |
| 3000 m în sală | 8:51,58     | 14 martie 2003    | Birmingham |